# Auxy, Saône-et-Loire
Auxy là một xã ở tỉnh Saône-et-Loire trong vùng Bourgogne-Franche-Comté miền trung Pháp.

## Thông tin nhân khẩu
Theo điều tra dân số năm 1999, xã này có dân số 1.048.
Con số ước tính năm 2007 là 993 người.